# Tormafölde
Tormafölde is een plaats (község) en gemeente in het Hongaarse comitaat Zala. Tormafölde telt 425 inwoners (2001).